# Eduardo Arroyo Muñoz
Eduardo Arroyo Muñoz (1964, Bilbao, España) es un arquitecto, doctor en filosofía (PhD) y maestro en arquitectura y urbanismo desde 1988 por la Escuela Técnica Superior de Arquitectura de Madrid (ETSAM) en Madrid.

## Carrera
Ha enseñado y dado conferencias en todo el mundo. Fundó la oficina No.MAD en Ámsterdam en 1989 que tiene la sede principal en Madrid desde 1996, y su trabajo ha sido publicado y exhibido en varios países.
En su trayectoria profesional, ha trabajado en París (1991-1992-1995), Bilbao (1994), Madrid (desde 1996).

## Obras
- Estadio Lasesarre en Baracaldo[2]
- Plaza Desierto en Baracaldo
- Vivero Sondika en Gran Bilbao
- Casa Levene en San Lorenzo de El Escorial[5]
- Casa Zafra-Uceda en Aranjuez
- Banco Arquia en Bilbao[3]
- Universidad de economía EXAC en Viena[2]
- Al otro lado del espejo[6]
- Escuela Infantil en Sondica

## Distinciones
Ha recibido 44 premios internacionales, entre ellos, el premio EUROPAN (1999).